# Bejaria imthurnii
Espèce
Bejaria imthurnii est une espèce de plantee à fleurs de la famille des Ericaceae.

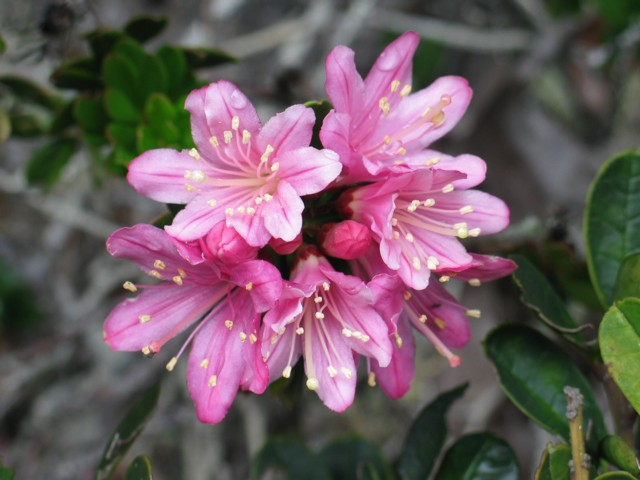
Détail des fleurs.